# Lewis Wernwag
Lewis Wernwag ou Louis Wernwag, est un constructeur de ponts américain né à Alteburg, Wurtemberg, Allemagne le 4 décembre 1769, et mort à Harpers Ferry, alors en Virginie, le 12 août 1843 .
Il fait partie de la première génération de constructeurs de ponts en bois permettant de franchir des fleuves ou des rivières importantes aux États-Unis avec Timothy Palmer et Theodore Burr, ainsi que d'autres moins connus.

## Biographie
Il quitte l'école pour éviter le service militaire et se cache comme berger dans les montagnes où il s'intéresse à l'astronomie, l'histoire naturelle et d'autres sujets scientifiques. En 1786, il prend le chemin d'Amsterdam, et de là, à Philadelphie.
Aux États-Unis, il commence par construire une machine de pierres à aiguiser, puis des moulins et des ponts. Il achète une terre où se trouvent une grande quantité de chênes blancs d'Amérique et de pins dans le New Jersey, avec lesquels il va construire en 1809 la quille de la première frégate américaine dans le Philadelphia Naval Shipyard.

### Construction de ponts
En 1810 il a construit un pont franchissant la Neshaminy Creek, comté de Bucks, sur la route reliant Philadelphie à New York. L'année suivante il édifie un pont levant à Bridgeburg pour franchir la Frankford Creek, un affluent du Delaware. C'était un pont cantilever avec une travée levante pour permettre le passage des mâts de bateaux.
À la demande de la Lancaster Schuylkill Bridge Company, il réalise son troisième pont sur la rivière Schuylkill, le Colossus Bridge de Fairmount,, Philadelphie. La compagnie a choisi de confier le contrat à Wernwag le 5 décembre 1811 pour un prix de 44 174 US $. Le pont a une travée unique de 103,6 m (340 pieds) de portée. L'étaiement supportant la travée est démonté le 7 janvier 1813. Le pont a brûlé le 1er septembre 1838 et a été remplacé par le premier pont suspendu avec des câbles en fil de fer américain construit par Charles Ellet, junior. Il était alors considéré comme une des merveilles du monde.
En 1813, il construit un pont à New Hope, comté de Bucks, sur le Delaware. Il a construit en 1818-1820 le Conowingo Bridge sur le fleuve Susquehanna, un pont couvert de 407 m de longueur et de sept travées. Ce pont a été détruit en 1847. Il a construit un pont en bois sur la Monongahela en 1818, détruit par le grand feu de Pittsburg, en 1845, et remplacé par le Smithfield Street Bridge de Gustav Lindenthal. En 1824, il a reconstruit le Port Deposit Bridge sur le Susquehanna qui avait été réalisé par Theodore Burr. En 1833, il a construit un pont sur le Potomac, à Harpers Ferry, pour la Baltimore and Ohio Railroad, 
Jusqu'en 1834 il a édifié 29 ponts en 27 ans de carrière.
Il a réalisé le pont couvert Hickman ou Wernwag Bridge, sur la rivière Kentucky, à Panther ravine, près de Camp Nelson Civil War Heritage Park. Il a coûté 30 000 US $. Il comporte deux voies de 3,65 m de margeur et de 73,1 m (240 pieds) de portée,,.

### Fabrication de clous
En 1813, il s'est installé à Phoenixville, comté de Chester, en Pennsylvanie où il a pris des intérêts dans l'entreprise Phoenix Nail Works. Il a inventé une machine pour fabriquer des clous.

### Charbon
Il a acheté une mine de charbon près de Pottsville. Il a fait des expériences pour utiliser l'anthracite. Il n'a d'abord pas réussi à le faire brûler, puis à découvert quant enfermant l'anthracite dans un fourneau et en introduisant l'air pas le bas la combustion était possible. Il était confiant pour ce combustible. Il a inventé et utilisé un poêle pour chauffer sa maison avec ce combustible.

### Canaux et travaux hydrauliques
Il a construit une partie du canal de la Schuylkill Navigation Company qui sont parmi les premiers construits aux États-Unis. Il a aidé à édifier la Fairmount Water Works, terminée en 1815, et dont les eaux sont pompés directement dans la rivière avant que le barrage de Philadelphie, dont il a donné les plans, soit construit en 1822.
En 1819 il s'est installé à Conowingo, comté de Cecil, Maryland, où il a construit et un pont et doublé la taille de la scierie pour lui permettre de fournir les charpentes nécessaires à la construction des ponts. Il a acheté l'île Virginius se trouvant au milieu de la rivière Shenandoah, à Harpers Ferry, en Virginie-Occidentale. Il s'y est installé en 1824 et y a continué son travail de fabrication de la charpente nécessaire à la construction des ponts.

## Brevets
Deux brevets de pont en treillis conçus par Lewis Wernwag sont cités, mais un incendie du Patent Office en 1836 a détruit les originaux :
- brevet obtenu 28 mars 1812,
- brevet reconstitué sous le numéro 5760X, obtenu le 22 décembre 1829[10].

Le dessin du second brevet reconstitué montre trois types de poutres proposées par Wernwag. Le dessin du haut montre une poutre en treillis comprenant plusieurs montants verticaux avec une arche dans sa hauteur et des diagonales apparemment en fer, celui du milieu doit représenter la structure du Colossus Bridge, le dessin inférieur représente un curieux pont tournant. Le dessin supérieur rappelle ceux des poutres en treillis conçues par Timothy Palmer (1751-1823) et Theodore Burr (1771-1822).